# دیوید فیتزپاتریک (بازیکن فوتبال، زاده ۱۹۹۵)
دیوید فیتزپاتریک (انگلیسی: David Fitzpatrick؛ زادهٔ ۱۰ فوریهٔ ۱۹۹۵) بازیکن فوتبال اهل بریتانیا است.
از باشگاه‌هایی که در آن بازی کرده‌است می‌توان به باشگاه فوتبال کویینز پارک رنجرز، باشگاه فوتبال فولام، باشگاه فوتبال ای‌اف‌سی ویمبلدون، باشگاه فوتبال بارو، و باشگاه فوتبال تونبریج آنجلز اشاره کرد.